# 170 Марія
170 Марія (170 Maria) — астероїд головного поясу, відкритий 10 січня 1877 року.